# Heilbad Heiligenstadt
Heilbad Heiligenstadt este un oraș din Turingia, Germania.

## Personalități
- Tilman Riemenschneider (1460 - 1531), renumit sculptor german în lemn și marmură.